# Hesperange
Hesperange é uma comuna do Luxemburgo, pertence ao distrito de Luxemburgo e ao cantão de Luxemburgo.

## Demografia
Dados do censo de 15 de fevereiro de 2001:
- população total: 10.400
  - homens: 5.152
  - mulheres: 5.248

- densidade: 382,07 hab./km²
- distribuição por nacionalidade:

| Nacionalidade  | População | %      |
| -------------- | --------- | ------ |
| luxemburgueses | 6.197     | 59,59% |
| estrangeiros   | 4.203     | 40,41% |
| - portugueses  | 1.027     | 9,88%  |
| - franceses    | 694       | 6,67%  |
| - italianos    | 703       | 6,76%  |
| - belgas       | 272       | 2,62%  |
| - alemães      | 300       | 2,88%  |
| - iuguslavos   | 309       | 2,97%  |
| - outros       | 898       | 8,63%  |

- Crescimento populacional:

| Ano        | População |
| ---------- | --------- |
| 15/02/2001 | 10.400    |
| 01/01/2002 | 10.519    |
| 01/01/2003 | 10.789    |
| 01/01/2004 | 11.177    |
| 01/01/2005 | 11.504    |